# 史蒂文·戈德斯坦

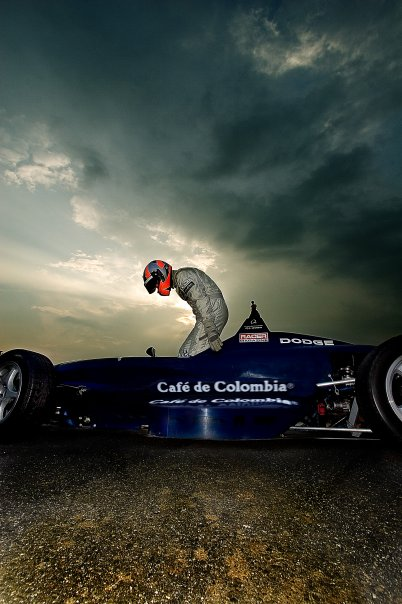
史蒂文 戈德斯坦

史蒂文 戈德斯坦 是哥伦比亚获奖最多的赛车手之一。他的职业车手生涯始于2002年。当时他应邀加入了位于德国的BMW赛车手学校。他的导师认为他应该成为职业赛车手。

2004年，他以8场获胜11次得奖的战绩在美国成为了方程式2000锦标赛的冠军 。

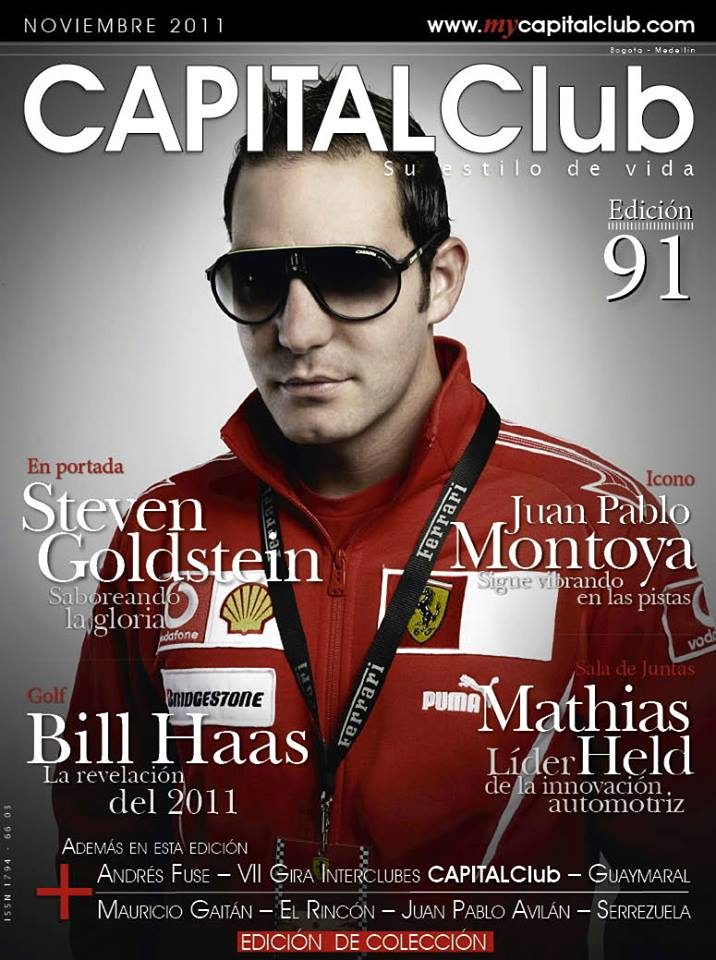
在京城俱乐部杂志，2011年11月的封面史蒂芬戈尔茨坦

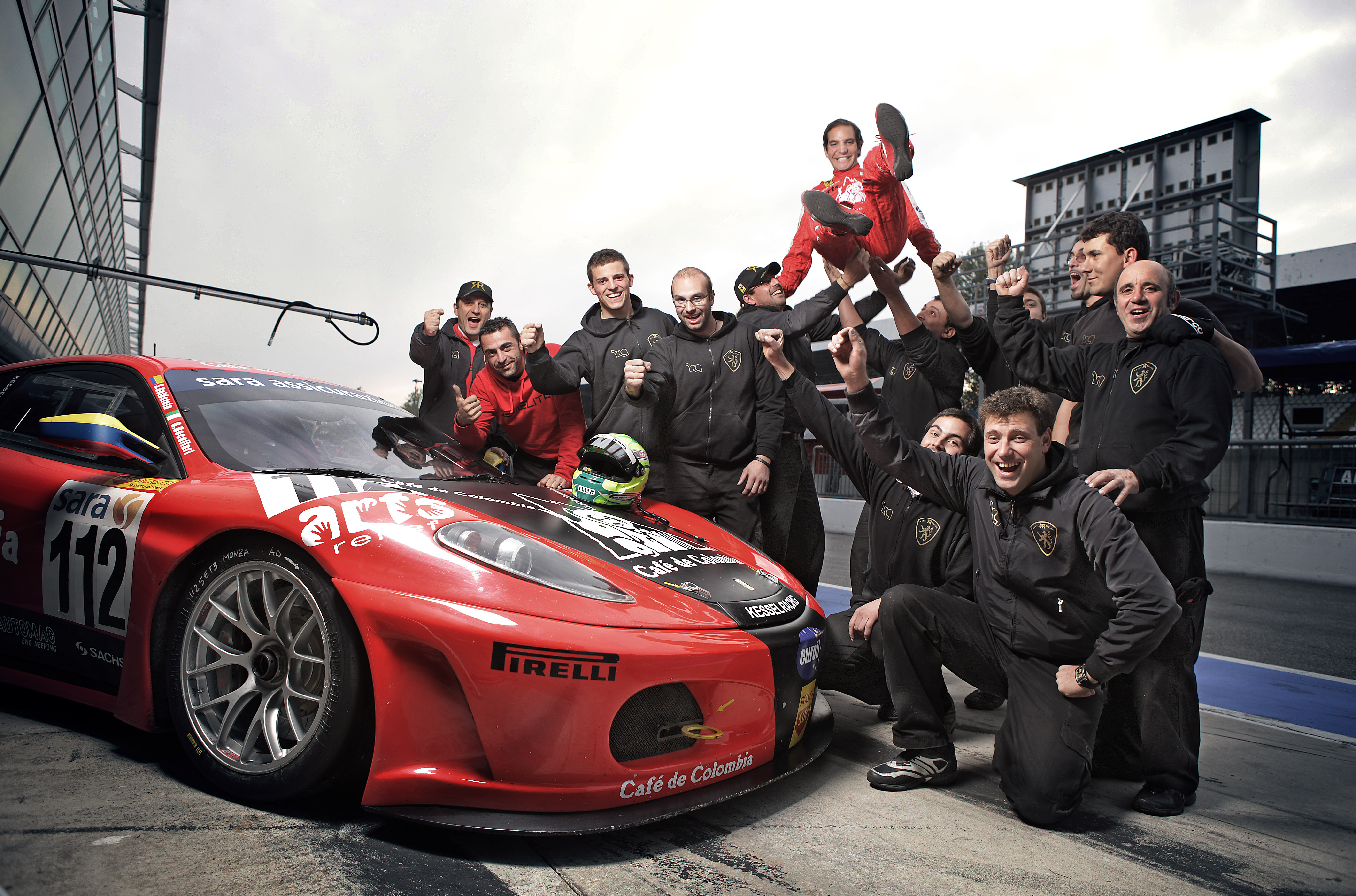
史蒂芬戈爾茨坦在意大利蒙扎慶祝他的團隊

此次锦标赛使他获得了与奥迪运动意大利队签约在欧洲赛车的机会。签约后，他去了西班牙两年继续赛车并在加泰罗尼亚赛道为RACC 雷诺执教。
2006年，他在欧洲明星锦标赛崭露头角。他优异的成绩以及对新环境的快速适应力使他获得了“赛季新人”的殊荣，在25名赛车手中脱颖而出 。
2007年，他和奥迪运动意大利一同在“欧洲明星车手锦标赛”   中载誉而归。奥迪运动与他续约两年。史蒂文的队友包括Gianni Morbidelli （前法拉利汽車方程式1队员）和Dindo Capello（勒芒24小时耐力赛和美国勒芒系列赛冠军）。
史蒂文在美国大学获得了市场营销学位，并被授予极优等成绩荣誉。现在，他正在米兰的博科尼(博科尼大学)大学攻读MBA学位，并在著名的萨奇(上奇广告)广告公司实习。
史蒂文从他的职业车手生涯之初就由哥伦比亚咖啡赞助(Café de Colombia)。他的第二个赞助商是皮列里（倍耐力）。他是非营利组织“MAS ARTE, MENOS MINAS”的大使。该组织由格伦比亚政府领导，旨在消除地雷并帮助受害者。同时，他也是位于巴塞罗那的非营利组织Arts Relief的亲善大使。Arts Relief是为了宣传弱势儿童的艺术而成立的。

更多资料请点击以下链接：